# Leptognatha (molluschi)
Leptognatha è una superfamiglia di molluschi nudibranchi.

## Famiglie
- Charcotiidae
- Gonieolididae
- Heroidae